# Sant'Ippolito, Rom
Sant'Ippolito är en kyrkobyggnad och titelkyrka i Rom, helgad åt den helige martyren Hippolytus. Kyrkan är belägen vid Viale delle Provincie i quartiere Nomentano och tillhör församlingen Sant'Ippolito.

## Historia
Kyrkan uppfördes åren 1933–1934 efter ritningar av arkitekten Clemente Busiri Vici och konsekrerades den 4 oktober 1938.
Ovanför portalen sitter en glasmålning med Jesu anlete. I interiören har Orazio Amato utfört högaltarmålningen, som framställer den helige Hippolytus. Korsvägsstationerna i brons är ett verk av Domenico Mastroianni.

## Titelkyrka
Kyrkan stiftades som titelkyrka av påve Franciskus år 2015.
Kardinalpräster
- John Atcherley Dew: 2015–

## Kommunikationer
- Tunnelbanestation – Roms tunnelbana, linje  Bologna
- Busshållplats – Roms bussnät, linje 310
- Busshållplats – Roms bussnät, linje 542